# المعبر (فرع العدين)

تعديل مصدري - تعديل

المعبر هي إحدى قرى عزلة الأخماس بمديرية فرع العدين التابعة لمحافظة إب، بلغ تعداد سكانها 1361 نسمة حسب تعداد اليمن لعام 2004.